# Prostitution en Équateur
La prostitution en Équateur est légale et réglementée, tant que la prostituée est âgée de plus de 18 ans, enregistrée et travaille dans un lupanar agréé. La prostitution est répandue dans tout le pays,,,. De nombreux bordels et prostituées opèrent en dehors du système de réglementation et les règlements ont été moins strictement appliqués ces dernières années. 25 000 prostituées étaient enregistrées en 2000. En 2007, on estimait que 70% des prostituées du pays venaient de Colombie. Le pays attire les prostituées colombiennes car la devise est le dollar américain plutôt que le peso colombien instable. L'ONUSIDA estime qu'il y a 35 000 prostituées dans le pays.
Quito a été la première ville d'Équateur à réglementer la prostitution en 1921, exigeant que les prostituées soient testées chaque semaine pour les IST et les résultats enregistrés dans le «Registre des maladies vénériennes». Les tests et tout traitement nécessaire étaient gratuits pour les prostituées. Guayaquil et Riobamba ont introduit un système de réglementation similaire en 1925. En 1939, environ 1 000 prostituées étaient enregistrées à Quito.
En 2015, 6 hôtels utilisés à des fins de prostitution ont été fermés par les autorités dans le centre historique de Quito. À la suite des protestations des travailleuses du sexe, l'administrateur de la zone centrale, Joffre Echeverría, s'est engagé à créer une nouvelle zone dans laquelle travailler.
Les bordels sont appelés "chongos" ou "centres de tolérance agréés".

## Situation juridique
Il n'y a pas de loi criminalisant les travailleurs du sexe ou ceux qui organisent le travail des prostituées. Le Code national de la santé de l'Équateur exige que le commerce du sexe dans les bordels soit surveillé par le ministère de la Santé.
Les bordels doivent être enregistrés et les travailleurs du sexe doivent être agréés. Pour obtenir une licence («carnet»), la prostituée doit subir un examen médical et être indemne de syphilis, de chlamydia et de VIH. Les prostituées doivent être réexaminées tous les 9 à 15 jours et la licence mise à jour. Si la prostituée est testée positive pour les IST, son permis est suspendu ou révoqué.
La licence ressemble à un passeport et contient une photographie de la travailleuse du sexe. Les prostituées ont exigé que les photographies soient retirées et les détails des tests IST cryptés.
La prostitution de rue est régie par les lois d'ordre public.

## Organisations de travailleurs du sexe
La première organisation de travailleuses du sexe en Amérique latine, "Asociacion de Mujeres Autonomas 22e de Junio" (Association des femmes autonomes du 22 juin) a été créée à Machala en 1985. L'idée de l'organisation est venue d'une idée d'un médecin travaillant à la clinique où une femme a été examinée. En 1988, l'organisation a organisé une grève en réponse à l'augmentation du loyer des chambres dans lesquelles travaillaient les femmes. Les femmes se sont enfermées dans un bordel pendant une semaine pour obtenir une réponse à leurs revendications. Le succès a conduit à une augmentation du nombre de membres. Une grève générale a été organisée en 2000 sur un certain nombre de questions, notamment la nécessité d'une meilleure sécurité, d'une meilleure hygiène et des prix des loyers stables. L'organisation reçoit un financement d'organisations internationales de femmes telles que Mama Cash aux Pays-Bas et le Fonds mondial pour les femmes aux États-Unis.
Des organisations ont également été créées dans d'autres régions du pays. À Quito, des femmes qui travaillent dans des bordels ont créé une «Association pour la défense des femmes (ASPRODEMU)», des travailleurs de rue «Association pour un avenir meilleur» et «Association du 1er mai» et l'association des travailleurs transgenres «l'Association des travailleurs du sexe trans de Quito (Aso TST UIO) ". A Guayaquil existe l '«Association des travailleuses autonomes du 1er août» et l'«Association des femmes du canton de Milagro» dans la province du Guayas.
En avril 2005, le "Red de Trabajadoras Sexuales del Ecuador" (Réseau des travailleuses du sexe de l'Équateur), communément appelé REDTRABSEX, a été créé pour donner une voix collective à toutes les associations individuelles,. L'organisation s'est associée au ministère de la Santé en 2008 pour fournir des contraceptifs et des informations sur le VIH / sida aux professionnel(le)s du sexe.

## Les îles Galapagos
L'armée équatorienne veille à ce que des prostituées soient disponibles pour leur personnel stationné dans les îles Galápagos (partie de l'Équateur). Juste à l'extérieur de la ville la plus peuplée des îles, Puerto Ayora, il y a 3 lupanars,.

## Prostitution enfantine
La prostitution des enfants est un problème largement reconnu, en particulier sur le port d' Esmeraldas. Un rapport de l’Organisation internationale du travail de 2002 a estimé que 5 200 mineurs se livraient à la prostitution.
De nombreux enfants prostitués ont été abandonnés ou rendus orphelins par l'un ou les deux parents; certains parents pauvres vendent aussi leurs enfants, volontairement ou non, à la prostitution. Plus de la moitié des filles impliquées dans la prostitution travaillent dans des établissements illégaux. Comme l'âge du consentement en Équateur est de 14 ans et que les adolescents peuvent commencer à travailler à 15 ans, certaines filles commencent à travailler comme prostituées dans le secteur non réglementé à 15 ans, voire plus tôt avec de faux documents. L'application de la loi sur les filles mineures travaillant dans des bordels est laxiste. En 2006, on estimait que l'âge moyen pour se prostituer était de 15 ans.

## VIH
Le VIH est un problème dans le pays et les professionnel(le)s du sexe constituent un groupe à haut risque. Le World Factbook de la CIA a estimé qu'en 2016 que 0,30 % de la population adulte du pays était infectée.
Le réseau des travailleuses du sexe, REDTRABSEX, s'est associé au ministère de la Santé en 2008 pour fournir une contraception et des informations sur le VIH / SIDA aux professionnel(le)s du sexe.
Le manque d'éducation et la réticence à utiliser les préservatifs sont des facteurs importants de propagation de l'infection. En raison de la réticence à utiliser des préservatifs masculins, les organisations de travailleurs du sexe ont distribué des préservatifs féminins.

## Trafic sexuel
L'Équateur est un pays d'origine, de transit et de destination pour les hommes, les femmes et les enfants victimes de trafic sexuel. Des hommes, des femmes et des enfants équatoriens sont exploités dans le trafic sexuel dans le pays. Les autochtones et afro-équatoriens, ainsi que les réfugiés et migrants colombiens, sont particulièrement vulnérables à la traite des êtres humains. Les femmes, les enfants, les réfugiés et les migrants sont toujours les plus vulnérables au trafic sexuel, mais les ONG ont signalé une augmentation du nombre de personnes LGBTI vulnérables ou victimes du trafic sexuel. Les ressortissants de Cuba, du Ghana, du Cameroun, du Nigéria, du Tchad, de la Chine, du Pakistan, de la République dominicaine et d'Haïti, initialement attirés par des passeurs promettant une vie meilleure, se voient confisquer des documents, imposer des dettes et sont contraints à la prostitution.
L'Équateur est également une destination pour les femmes et les filles colombiennes, péruviennes, dominicaines, vénézuéliennes, mexicaines, haïtiennes, paraguayennes et cubaines exploitées dans le trafic sexuel. Les trafiquants ont utilisé l'Équateur comme voie de transit pour les victimes de la traite en provenance de Colombie, de Cuba, d'Haïti et de la République dominicaine. Les trafiquants sexuels utilisent les relations émotionnelles et les offres d'emploi pour recruter des victimes et s'attaquer à des vulnérabilités telles que des violences conjugales et sexuelles antérieures.
Le Bureau de surveillance et de lutte contre la traite des personnes du département d'État des États-Unis classe l'Équateur parmi les pays de niveau 2.